# Jeremy Clarkson
Jeremy Charles Robert Clarkson (født 11. april 1960) er en engelsk tv-vært og skribent, der har specialiseret sig i biler. Han er mest kendt for sin rolle som vært for bilprogrammet Top Gear som han var vært på fra 1988 til 2015. Desuden skriver han ugentlige klummer for aviserne The Sunday Times og The Sun.

## Privatliv
Jeremy Clarkson er født og opvokset i Doncaster i 1960. Hans far, Eddie Clarkson, var sælger og hans mor, Shirley Ward, lærer. Jeremy gik på Repton, men blev senere smidt ud. Hans allerførste job var som sælger for sine forældres firma, Paddington Bear. Da han ikke gad det mere, begyndte han en karriere som journalist hos Rotherham Advetiser.
Jeremy blev i 1993 gift med sin manager, Frances Cain. De bor lige nu i udkanten af Chipping Norton sammen med deres 3 børn ( født august 1994, marts 1996 og november 1998). De blev dog skilt i 2014.
Jeremy er meget involveret i det velgørenhedsprojekt, der hedder Help For Heroes. Projektet går ud på at gøre forholdene for de britiske soldater bedre.

## TV
Sammen med medværterne James May og Richard Hammond, præsenterede Jeremy programmet Top Gear fra 2002 til 2015. Top Gear er et bilprogram, der tester og anmelder biler. Det er det mest sete program på den engelske kanal, BBC Two. Udover at blive vist i England, bliver det også vist i 100 andre lande, såsom Danmark, Rusland og Iran. 
I 2005 vandt Top Gear en Emmy for "best non-scripted entertainment show". Senere i 2006 og 2007 vandt programmet en "National Television Award" for "Factual Programme" 

## Fyring
4. marts 2015 blev Jeremy Clarkson fyret fra BBC efter en voldsepisode mod en producer. Efter den udmelding, havde over en million mennesker givet støtte for at Jeremy Clarkson skulle beholde jobbet, men BBC fastholdt beslutningen.